# Nature Reviews Disease Primers
Nature Reviews Disease Primers è una rivista medica sottoposta a revisione paritaria e pubblicata dalla Nature Portfolio. È stata fondata nel 2015. Il caporedattore è Clemens Thoma.  La rivista pubblica articoli di revisione relativi a diverse aree terapeutiche, offrendo una panoramica globale del settore e delineando le “principali questioni aperte della ricerca”. Ogni ‘Primer’ è accompagnato da una sintesi chiamata “PrimeView” che evidenzia i punti chiave della revisione mediante delle immagini. Nell'aprile 2020 è stato celebrato il quinto anniversario della rivista, che ha pubblicato 225 primer su argomenti medici.

## Indicizzazione
Gli abstract e gli articoli della rivista sono indicizzati da Index Medicus/MEDLINE/PubMed.
Secondo il Journal Citation Reports, nel 2022 la rivista ha ricevuto un fattore di impatto pari a 81.5.